# Platycerus perplexus
Platycerus perplexus es una especie de coleóptero de la familia Lucanidae.

## Distribución geográfica
Habita en Azerbaiyán.